# Goicoetxe (manzana)
Goicoetxe es el nombre de una variedad cultivar de manzano (Malus domestica). Esta manzana está cultivada en la Estación de fruticultura de Zalla (Vizcaya). Así mismo está cultivada en la colección del Banco de Germoplasma del manzano de la Universidad Pública de Navarra con el Nº BGM257; ejemplares procedentes de esquejes localizados en Guipúzcoa.

## Sinónimos
- "Manzana Goicoeche",[6]
- "Goicoetxe Sagarra",[7][8][9][10]
- "Manzana Goikoetxea",
- "Goikoetxea Sagarra".[11]

## Características
El manzano de la variedad 'Goicoetxe tiene un vigor elevado. El árbol tiene tamaño pequeño y porte erecto, con tendencia a ramificar baja, con hábitos de fructificación en ramos cortos; pubescencia ausente a muy débil; presencia de lenticelas escasas; grosor de la rama es gruesa, con la longitud de los entrenudos corta.
Época de floración tardía, con una duración de la floración media. Incompatibilidad de alelos S3 S5.
Las hojas tienen una longitud del limbo de tamaño medio, con color verde, pubescencia presente, con la superficie brillante. Forma de las estípulas es foliaceas. Forma del limbo es biojival, con denticulación del borde del limbo ondulado, con la forma del ápice del limbo apicular, forma de los dientes serrados, y la forma de la base del limbo redondeado. Con longitud del peciolo medio.
La variedad de manzana 'Goicoetxe' tiene un fruto de tamaño pequeño, de forma globosa aplastada;. con color de fondo amarillo blanquecino, sobre color importante, siendo el color del sobre color rojo, siendo su reparto en placas estriadas, y una sensibilidad al "russeting" (pardeamiento áspero superficial que presentan algunas variedades) débil; con grosor de pedúnculo fino, longitud del pedúnculo medio, anchura de la cavidad peduncular es pequeña, profundidad cavidad pedúncular pequeña, importancia del "russeting" en cavidad peduncular es media; profundidad de la cavidad calicina es débil, anchura de la cavidad calicina es media, importancia del "russeting" en cavidad calicina es débil; apertura del ojo cerrado; apertura de los lóbulos carpelares es parcialmente abiertos; color de la carne blanca; acidez media, azúcar alto, y firmeza de la carne media.
Época de maduración y recolección tardía. Se trata de una variedad muy productiva, tiende a dar cosechas numerosas cada dos años (contrañada);  conviene aclarar la producción cuando estén en flor o el fruto sea pequeño, para que dé buenos frutos anualmente.  Se usa como manzana de mesa y en la producción de sidra.
La manzana 'Goicoetxe' presenta dos variedades, una pequeña pero abundante (Apreciada en la zona del Goyerri) y otra más grande (Hernani y Astigarraga).

## Uso en producción de sidra
'Goicoetxe' es una manzana que mantiene un equilibrio, entre sabor salado y  amargo, además de tener un nivel alto de azúcar. Debido a estas características esta es una manzana muy apropiada para la elaboración de sidra.
Dentro de ese amargor característico, cuenta con gran cantidad de ácido fenólico, produciendo una sidra de bastante color.

## Susceptibilidades
- Oidio: ataque débil
- Moteado: ataque débil
- Fuego bacteriano: ataque débil
- Carpocapsa: no presenta
- Pulgón verde: ataque débil
- Araña roja: ataque débil[3]
- Pulgón lanígero: ataque medio
- Chancro del manzano: ataque medio.[12]